# Tredplant

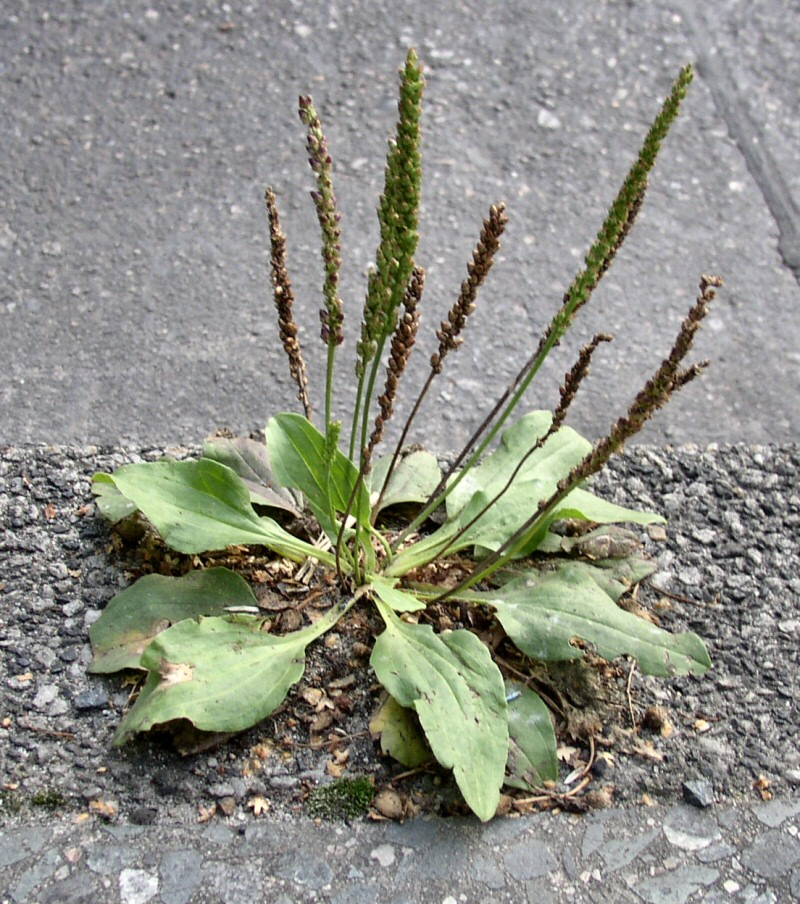
Grote weegbree

Een tredplant ofwel tredvaste plant is een plant die vooral groeit op plaatsen die veel worden betreden, bijvoorbeeld door de mens of door grotere en zwaardere zoogdieren. Spontane begroeiingen met overwegend tredplanten worden tredvegetatie genoemd. 
Tredplanten zijn meestal laagblijvende planten, vragen veel licht en kunnen onder normale omstandigheden slecht concurreren met andere planten of zijn klein, waardoor ze het betreden kunnen vermijden. Een voorbeeld van dit laatste is liggende vetmuur.
Tredplanten groeien op plaatsen met een sterke bodemverdichting die daardoor zuurstofarm tot soms zelfs anaeroob zijn. Op onverharde paden groeien ze verder naar het midden toe dan bijna alle andere planten, omdat deze laatsten door regelmatige vertrapping uiteindelijk verdwijnen.
Het verdragen van betreding berust in vele gevallen op vertakking vlak bij de grond, een snel herstelvermogen en elastisch en tegelijk vast weefsel.
Op sterk betreden plaatsen kunnen de planten meestal geen rijp zaad vormen, maar wordt zaad aangevoerd vanuit de minder betreden plaatsen. Tredplanten verspreiden hun zaad meestal door epizoöchorie. Ze bevatten een compact weefsel.  
| Voorbeelden van tredplanten | Voorbeelden van tredplanten |
| Triviale naam               | Botanische naam             |
| --------------------------- | --------------------------- |
| straatgras                  | Poa annua                   |
| gewoon varkensgras          | Polygonum aviculare         |
| muizenstaart                | Myosurus minimus            |
| grote weegbree              | Plantago major              |
| madeliefje                  | Bellis perennis             |
| steenkruidkers              | Lepidium ruderale           |
| zilverschoon                | Potentilla anserina         |
| Engels raaigras             | Lolium perenne              |
| witte klaver                | Trifolium repens            |
| schijfkamille               | Matricaria discoidea        |
| grove varkenskers           | Coronopus squamatus         |
| liggende vetmuur            | Sagina procumbens           |
| gewoon purpersteeltje       | Ceratodon purpureus         |
| kaal breukkruid             | Herniaria glabra            |
| klein liefdegras            | Eragrostis minor            |
| handjesgras                 | Cynodon dactylon            |
| zilvermos                   | Bryum argenteum             |